# Uniwersytet w Agder
Uniwersytet w Agder (norw. Universitetet i Agder) jest uczelnią publiczną posiadającą kampusy w  Kristiansand i Grimstad w południowej Norwegii.
Instytucja została założona w roku 1994 jako szkoła wyższa (høgskole) poprzez połączenie sześciu różnych szkół wyższych, w tym uniwersytetu technicznego i szkoły pielęgniarskiej, mieszących się w Kristiansand, Grimstad i Arendal. W 2007 roku Szkoła Wyższa w Agder (HiA) została akredytowana jako uniwersytet.

## Struktura
Uniwersytet w Agder posiada sześć wydziałów, a także własną jednostkę kształcenia nauczycieli.
- Wydział Nauk o Zdrowiu i Sporcie (Fakultet for helse- og idrettsvitenskap)[2]
- Wydział Nauk Humanistycznych i Pedagogiki (Fakultet for humaniora og pedagogikk)[3]
- Wydział Sztuk Pięknych (Fakultet for kunstfag)[4]
- Wydział Nauk Społecznych (Fakultet for samfunnsvitenskap)[5]
- Wydział Inżynierii i Nauk Przyrodniczych (Fakultet for teknologi og realfag)[6]
- Wyższa Szkoła Ekonomii (Handelshøyskolen ved UiA)[7]
- Jednostka Kształcenia Nauczycieli (Avdeling for lærerutdanning)[8]

## Wyróżnienia i nagrody
Tytuł doktora honoris causa:
- Kurt Braunmüller
- Dov Gabbay
- Barbara Jaworski
- Johan Olav Koss
- Trond Petersen
- Lucy Smith
- Gunhild Hagestad
- Jaakko Seikkula
- Linda Woodhead
- Roger Säljö
- Magne Furuholmen